# Lužani (gmina Oriovac)
Lužani – wieś w Chorwacji, w żupanii brodzko-posawskiej, w gminie Oriovac. W 2011 roku liczyła 1058 mieszkańców.